# Тваринництво

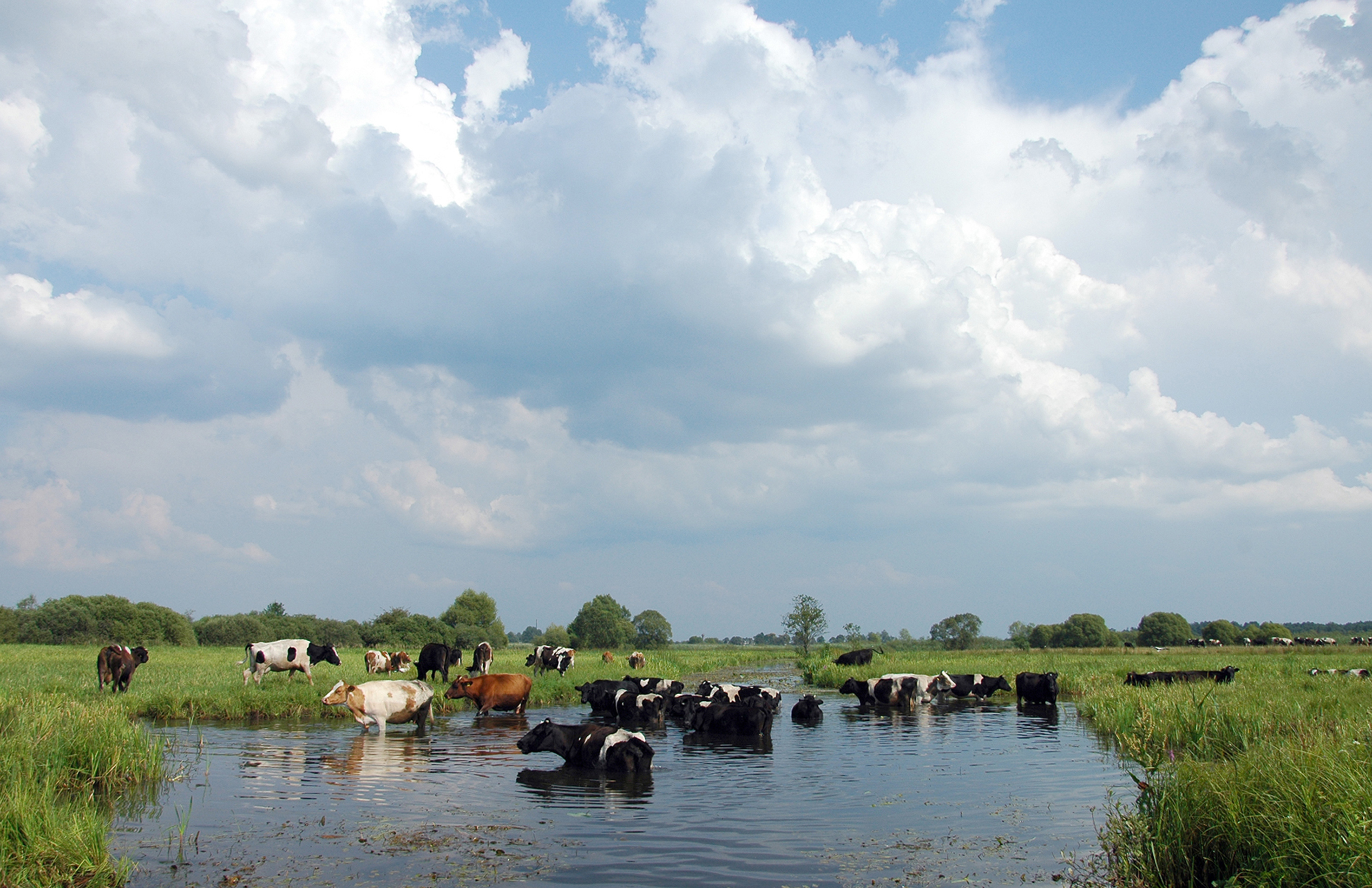
Випас корів (Україна, Волинь)

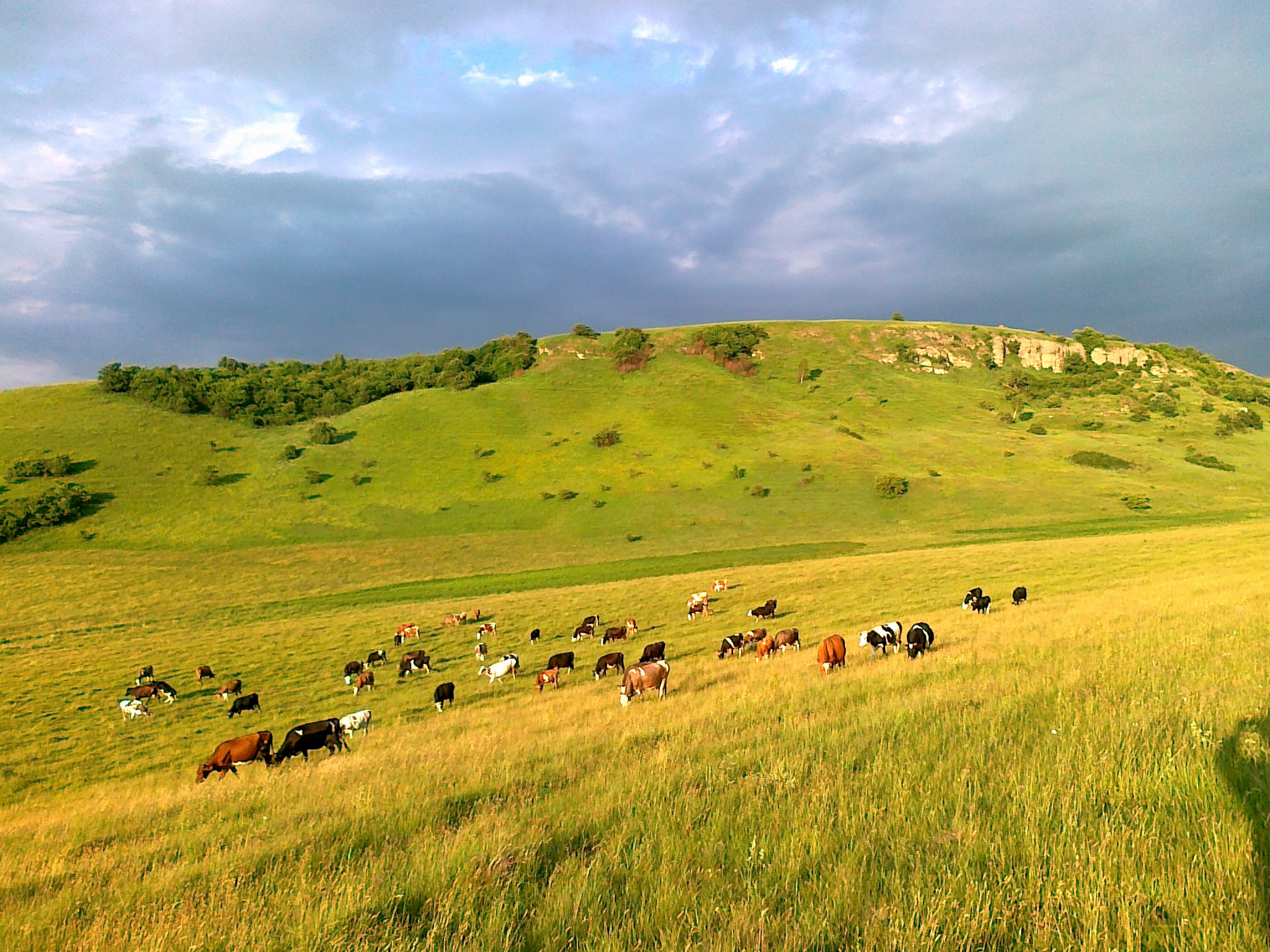
Випас корів (Україна, Галичина)

Твари́нництво — галузь сільського господарства, що займається розведенням і використанням сільськогосподарських тварин. Воно забезпечує людей харчовими продуктами (молоко, масло, сир; близько 60 % білків, що їх споживає людина, — продукти тваринництва), дає сировину для легкої (вовна) і харчової, а також фармацевтичної промисловості, тяглову силу (кінь, віл), основне органічне добриво — гній. Продукти тваринництва легко збувати, і вони за нормальних обставин часто бували основою бюджету українського селянина. Сільське господарство має довгу історію, починаючи з неолітичної революції, коли тварини були вперше одомашнені, приблизно за 13 000 років до н.е., що передувало вирощуванню перших сільськогосподарських культур. У часи ранніх цивілізацій, таких як Стародавній Єгипет, велику рогату худобу, овець, кіз і свиней вирощували на фермах.
Тваринництво поділяється (в Україні) на скотарство (розведення і використання великої рогатої худоби), вівчарство, конярство, козівництво, кролівництво; до тваринництва зараховують також бджільництво та шовківництво.
- Скотарство — галузь тваринництва, яка займається розведенням великої рогатої худоби — тобто всіх порід сільськогосподарських тварин з родини волів. Це найважливіші свійські тварини, що постачають молоко, м'ясо, шкіру, органічні добрива, а також робочу тяглову силу (переважно воли).
- Вівчарство — галузь тваринництва з розведення овець. Виготовляє сировину для легкої промисловості (шерсть, овчину, смушки) і харчові продукти (м'ясо, сало, молоко). Найціннішим продуктом є шерсть, яку використовують у виробництві тканин, трикотажу, килимів, валяних виробів тощо. Зі шкір овець виготовляють хутряні вироби. З молока грубошерстих овець виробляють сири. Виділяють піт, у якому є сірка та жирні кислоти.
- Козівництво — галузь тваринництва, яка займається розведенням кіз для одержання молока, м'яса, вовни, пуху, шкір, хутра. Молоко кіз характеризується високим вмістом жиру і білка, бактерицидною дією. З шкір кіз виготовляють шевро, хром, лайку, замшу, сап'ян тощо, а з пуху — високоякісні легкі тканини, тонкий трикотаж, найкращі сорти фетру, хустки. З тонкої вовни роблять технічні тканини, килими, ліжники і трикотаж, а з грубої — вовнові тканини і трикотаж.
- Конярство — галузь тваринництва, яка займається розведенням та використовуванням коней. В Україні конярство представлено такими напрямками: племінний, робочо-користувальний та спортивний.
- Кролівництво — галузь тваринництва, що забезпечує виробництво дієтичного м'яса, хутра, пуху, шкіри тощо. М'ясо кролів смачне і за поживністю наближається до курячого. Шкіру кролів використовують для виготовлення замші, легкого взуття. Хутро кролів використовують як у натуральному вигляді, так і в імітованому під морського котика, нутрію, видру, вивірку, соболя, песця тощо. Кролів широко використовують в наукових лабораторіях для біологічних і медичних досліджень.
- Свинарство — галузь тваринництва — розведення свиней для одержання м'яса і сала, а також шкіри і щетини. Свинина майже вдвічі поживніша за яловичину і баранину.
- Звірівництво — галузь тваринництва, яка займається розведенням диких звірів. Найпоширенішим є розведення цінних хутрових звірів — норок, сріблясто-чорних лисиць, нутрій, блакитних песців, а також плямистих оленів, лосів, бізонів, що дають панти, шкіру та м'ясо. В Китаї розводять єнотів та багатьох інших хижих для отримання хутра, а також тигрів заради шкіри та як сировину для традиційної медицини.

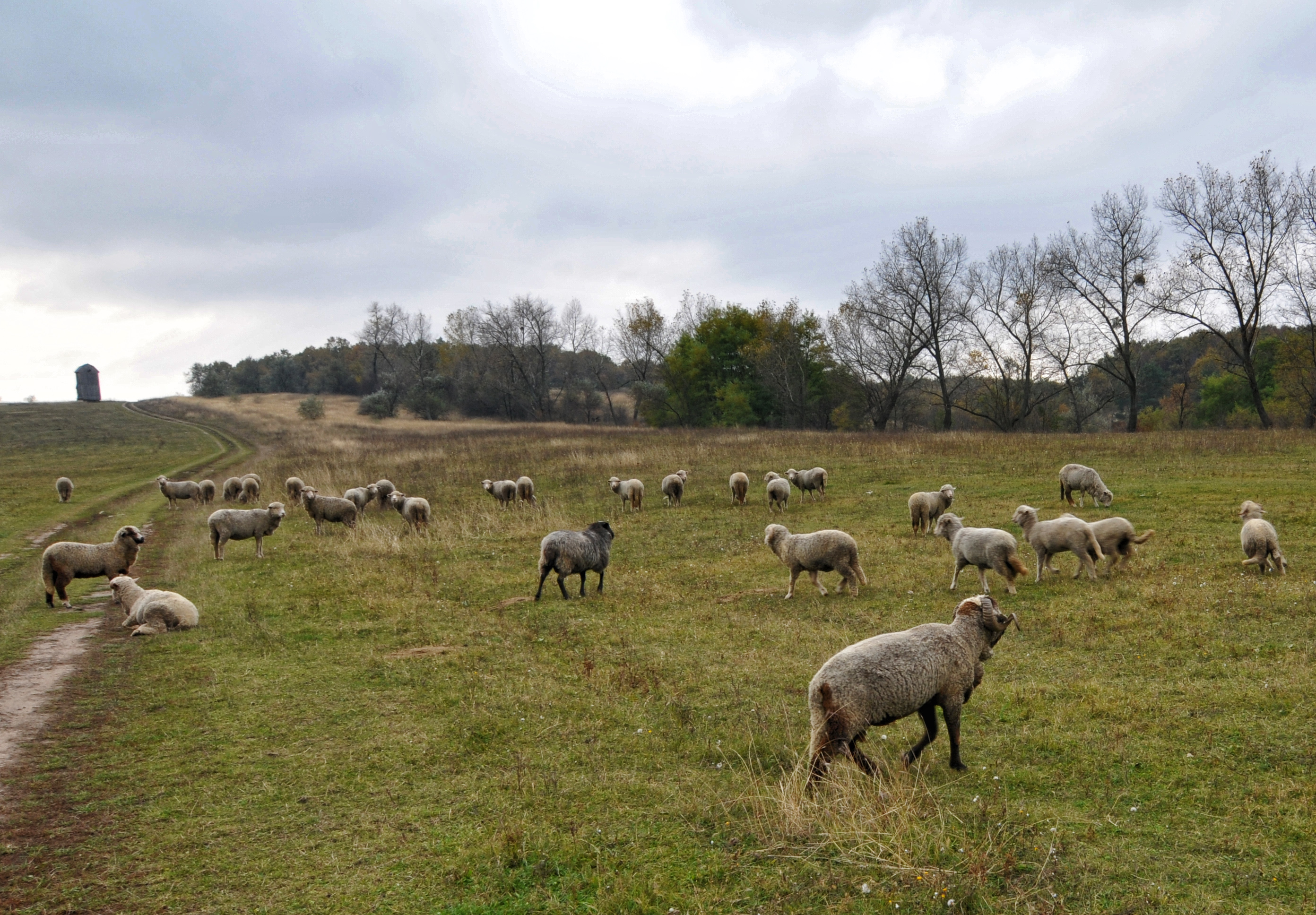
Випас овець (Україна, Чигирищина)

Чорноземи, за невеликими винятками, тисячоліттями залишалися незайманими, оскільки в степах панували кочові народи. Їхнім головним заняттям було стадне тваринництво, яке забезпечувало в степах замкнутий
біологічний колообіг речовин. У ході його в чорнозем поверталося все, що з нього забиралося. Потенціальна родючість ґрунтів зростала..

## Критика тваринництва
Багато галузей тваринництва грубо порушують права тварин і являють собою яскраві приклади  жорстокого поводження з тваринами, наприклад, отримання фуа-гра, а також у  свинарстві,  кролівництві.
Масове утримання і відгодівля кроликів для отримання м'яса, хутра нерідко не передбачає питань гуманного поводження з тваринами. Тісні клітки з залізного дроту не мають підстилки. Вони настільки малі, що тварини навіть не можуть у них повернутися або нормально сісти, не кажучи про те, щоб бігати. Удушення, хвороби, канібалізм, деформація скелета є наслідком такого утримання. Дріт клітини викликає запалення й інші хвороби лап, відкриті рани.
Серйозні порушення законодавства про захист тварин виникають також при забої сільськогосподарських тварин, при їхньому транспортуванні, при масовому утриманні курей у птахівничих комплексах тощо
В Україні сільськогосподарські тварини перебувають під захистом Закону України «Про захист тварин від жорстокого поводження».